# Johann Adolf Hoffmann
Johann Adolf Hoffmann (auch: Johann Adolph Hofmann; * 26. August 1676 in Zarpen; † 17. November 1731 in Hamburg) war ein deutscher philosophischer Autor und Übersetzer.

## Leben
Johann Adolf Hoffmann war ein Sohn des in Zarpen wirkenden lutherischen Pfarrers Zacharias Hoffmann und der Plöner Bürgermeistertochter Anna Margaretha Ehlers. Seine erste Ausbildung erhielt er durch seinen Vater und Privatlehrer. Danach besuchte er seit 1694 das Katharineum zu Lübeck und studierte ab 1698 Theologie, Philosophie und Philologie an der Universität Wittenberg. 1701 kehrte er nach Holstein zurück, verwarf den von ihm zuerst angestrebten Plan, sich einer geistlichen Laufbahn zu widmen, und führte stattdessen 1702 sein Studium an der Universität Kopenhagen weiter. Dort besuchte er u. a. die Vorlesungen des Gräzisten Johann Cramm.
Nach seinen Studien bereiste Hoffmann als Hofmeister mit jungen Adligen verschiedene Länder Europas. Zuerst widmete er sich den Söhnen der Gräfin Friesen, mit denen er durch Holland, England, Frankreich, Italien und Deutschland tourte. Anschließend war er der Reisebegleiter der jungen gräflichen Brüder Christian und Friedrich Danneskiold-Samsøe durch mehrere europäische Staaten. Im Zuge seiner Reisetätigkeit kam er 1712 nach Hamburg und traf dort den Philosophen Johann Albert Fabricius, mit dem er schon drei Jahre lang einen Briefwechsel geführt hatte. 1716 ließ er sich als Privatgelehrter und Schmuckhändler in Amsterdam nieder. 1719 kehrte er Amsterdam den Rücken und zog nach Hamburg, wo er 1723 Mitglied der patriotischen Gesellschaft wurde. Ab und zu begab er sich zum Erwerb neuen Schmucks für seine geschäftliche Tätigkeit nach Amsterdam. Nach einer weiteren Auslandsreise von 1729 bis 1731, die er in Gesellschaft von zwei Jungaristokraten unternahm, verstarb er drei Monate nach seiner Ankunft in Hamburg im Alter von 55 Jahren.
Als Autor war Hoffmann Vertreter der Frühaufklärung in Deutschland. Vor allem seine Zwey Bücher von der Zufriedenheit nach den Gründen der Vernunft und des Glaubens (Hamburg 1722; 9 weitere Auflagen bis 1766) und seine Politischen Anmerkungen über die wahre und falsche Staatskunst (Hamburg 1725) haben besondere Bedeutung erlangt. Von 1724 bis 1726 gehörte er zur Verfassergruppe der in Hamburg erscheinenden moralischen Wochenschrift Der Patriot.
Des Weiteren übersetzte er Marcus Aurelius’ Selbstbetrachtungen (Τὰ εἰς ἑαυτόν; Hamburg 1723), Bücher von Marcus Tullius Cicero (z. B. de officiis), einen Kommentar zu Justin dem Märtyrer und einen ausführlichen Kommentar zur Erläuterung des Römerbriefs. In seinen Hauptwerken und nachgewiesenen fünf Aufsätzen suchte Hoffmann vor allen Dingen seine Vorstellung von Ethik mit den volkswirtschaftlichen Ideen des 18. Jahrhunderts zu verbinden.